# クルド関係記事の一覧
クルド関係記事の一覧（クルドかんけいきじのいちらん）
- クルディスタン
  - 北クルディスタン
  - クルディスタン地域
  - 東クルディスタン
- クルディスタン愛国同盟
- クルド語
  - クルマンジー
  - ソラニー
  - 南部クルド語
- クルド人
  - クルド人の民俗舞踊
  - 在日クルド人
- クルドの旗
- クルドの文化（英語版）
  - 酔っぱらった馬の時間
- クルディスタン民主党
- クルディスタン労働者党
  - アブドゥッラー・オジャラン
  - クルド人民防衛隊
  - クルド民主統一党
- 中東
- ペシュメルガ
- マハバード共和国